# Arnold Line
Arnold Line – jednostka osadnicza w Stanach Zjednoczonych, w stanie Missisipi, w hrabstwie Lamar.